# Butomaceae
- Commons
- Wikispecies

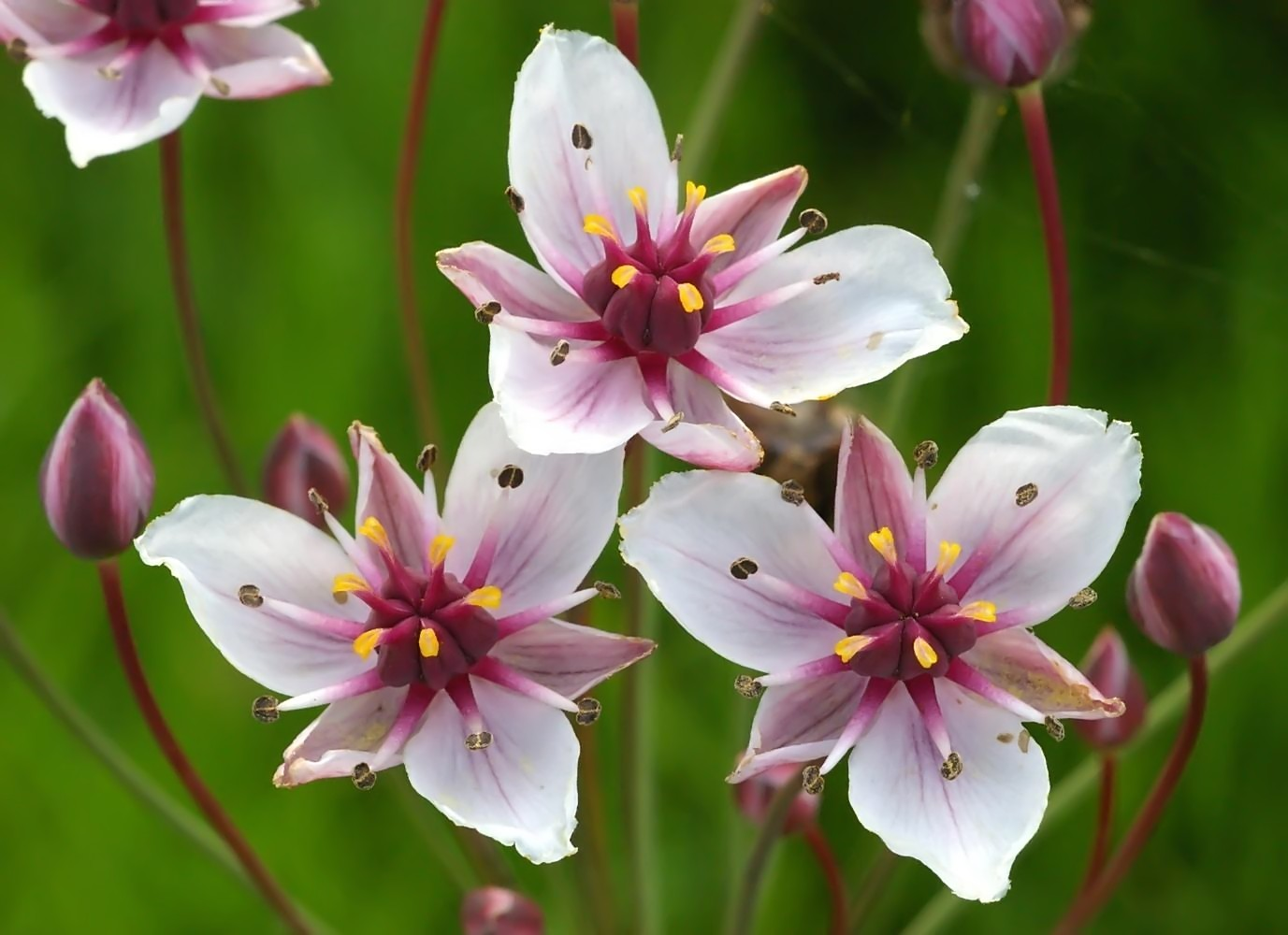
Flores da Butomus umbellatus

Butomaceae Mirb. é uma família de ervas perenes, palustres ou aquáticas, que apresentam um único gênero: Butomus L., nativas de regiões cálidas e temperadas.

## Espécies
- Butomus caesalpini
- Butomus floridus
- Butomus junceus
- Butomus lanceolatus
- Butomus latifolius
- Butomus scutariensis
- Butomus umbellatus
- Butomus vulgaris
- Lista completa

## Classificação do gênero
| Sistema | Classificação                      | Referência               |
| ------- | ---------------------------------- | ------------------------ |
| Linné   | Classe Enneandria, ordem Hexagynia | Species plantarum (1753) |

### Espécies
- (em inglês) InvadingSpecies.com
- (em inglês) USDA info
- (em inglês) University of Florida, Center for Aquatic and Invasive Plants
- (em inglês) Flora of Northern Ireland
- (em inglês) Tel Aviv Univ. close up of flower
- (em inglês) Global Invasive Species Database

### Família
- (em inglês) Butomaceae em The families of flowering plants:
- (em inglês) Monocot families (USDA)
- (em inglês) Butomaceae in the Flora of North America
- (em inglês) NCBI Taxonomy Browser
- (em inglês) links at CSDL, Texas